# ريتشارد بوشكا
ريتشارد بوشكا (بالإنجليزية: Richard Boushka)‏ مواليد 29 يوليو 1934 في سبرينغفيلد، هو لاعب كرة سلة أمريكي. يبلغ طوله 6 قدم 5 بوصة (2.0 م).

## الميداليات
| الميدالية | المسابقة                       |
| --------- | ------------------------------ |
| ذهبية     | الألعاب الأولمبية الصيفية 1956 |

## روابط خارجية
- ريتشارد بوشكا على موقع الاتحاد الدولي لكرة السلة (الإنجليزية)
- ريتشارد بوشكا على موقع سبورتس رفرنس (الإنجليزية)
- ريتشارد بوشكا على موقع كلية كرة السلة في سبورتس رفرنس.كوم (الإنجليزية)
- ريتشارد بوشكا على موقع ريلجم (الإنجليزية)
- ريتشارد بوشكا على موقع سبورتس رفرنس (الإنجليزية)
- ريتشارد بوشكا على موقع أوليمبيديا (الإنجليزية)
- ريتشارد بوشكا على موقع قاعة ميسوري للمشاهير الرياضية (الإنجليزية)